# 宗湛
宗湛（そうたん、応永20年（1413年） - 文明13年3月9日（1481年4月16日））は、室町時代中期の画僧。相国寺の天章周文に水墨画を習い、京都の諸寺の障壁画手掛けた当時の代表作家でもあった。雪舟の後を受け、室町幕府の御用絵師に指名され、周文の正統的後継者として、よく中国水墨画家牧谿の法を得たとして自牧の別号を与えられた。宗丹とも書く。字は小二郎（または小三郎）。小栗満重の子。

## 生涯

### 武将・小栗助重として
鎌倉府（鎌倉公方）の管轄国内の武士でありながら室町幕府の征夷大将軍と直接主従関係を結ぶ京都扶持衆の一つである常陸小栗氏の出身であり、初めは小栗 助重（おぐり すけしげ）という名（俗名）の武将であった。この頃の常陸小栗氏は、応永30年（1423年）に小栗満重が鎌倉公方・足利持氏に対し反乱（小栗満重の乱）を起こして没落していた。その持氏が永享の乱を起こして自害すると、結城氏朝がその遺児（足利春王丸・足利安王丸）を擁して挙兵するが（結城合戦）、満重の子または弟（前者が有力）である助重がこの戦いで武功を立てたことにより、旧領への復帰を許され、家督を継承。しかし、のち康正元年（1455年）に享徳の乱の最中で持氏の遺児（春王丸・安王丸の弟）である足利成氏の攻撃を受けて本貫地である小栗御厨荘（現在の茨城県筑西市）を失ってしまい、まもなく出家し宗湛入道と号す。

### 画僧・宗湛として
出家した宗湛は相国寺に入り、同寺で画僧周文に水墨画を学んだ。寛正3年（1462年）、京都相国寺松泉軒の襖絵を描いて室町幕府8代将軍足利義政に認められ、翌寛正4年（1463年）に周文の跡を継いで足利将軍家の御用絵師となった。その後､中央漢画界の権威として高倉御所・雲沢軒・石山寺などで襖絵を作成している。文明5年（1473年）頃までの作画の記録は残っているが､宗湛作の遺品は発見されておらず、宗湛の書き残したものを子の宗継が完成させた旧大徳寺養徳院の襖絵である「芦雁図」六面の内二面のみである。周文が高遠山水を得意としたのに対し、伝宗湛作品は平遠山水を特色としている。狩野元信の師にあたる。

## 代表作
- 芦雁図（京都国立博物館）重要文化財

### 伝宗湛作品
- 花卉草虫図（陽明文庫）
- 山水図（出光美術館）
- 山水図（個人蔵）

## 参考資料
- 金沢弘『日本の美術334 水墨画 如拙・周文・宗湛』至文堂、1994年
- 『鎌倉・室町人名事典』（新人物往来社）より「小栗宗湛」（関幸彦執筆）